# Kupieckie Domy Towarowe

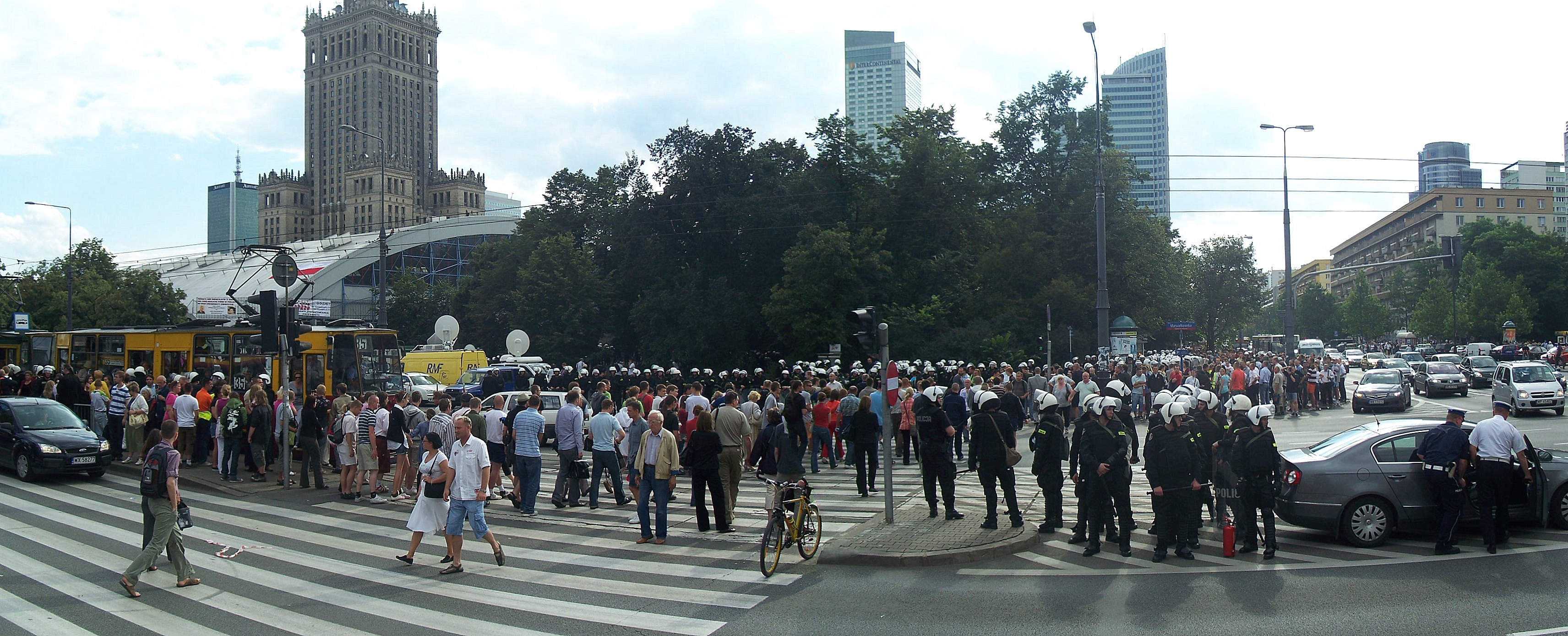
Zamieszki w dniu egzekucji KDT, 21 lipca 2009

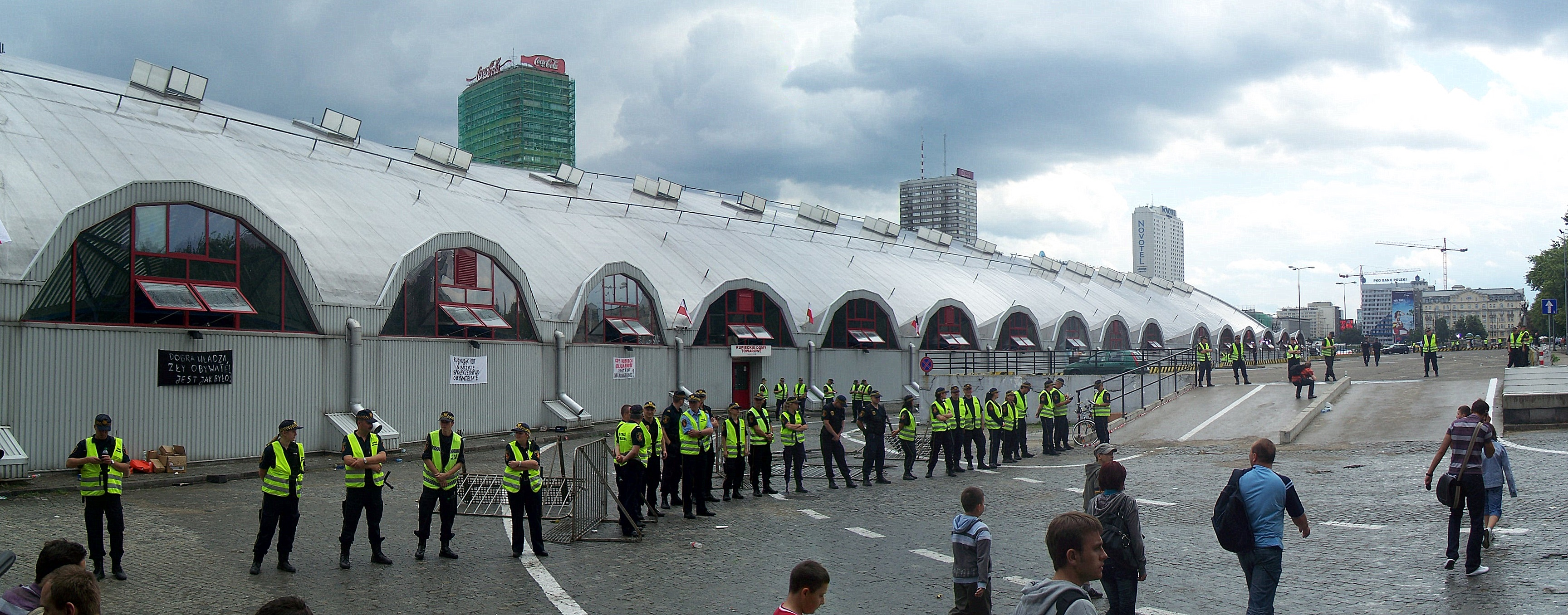
Egzekucja KDT, 21 lipca 2009

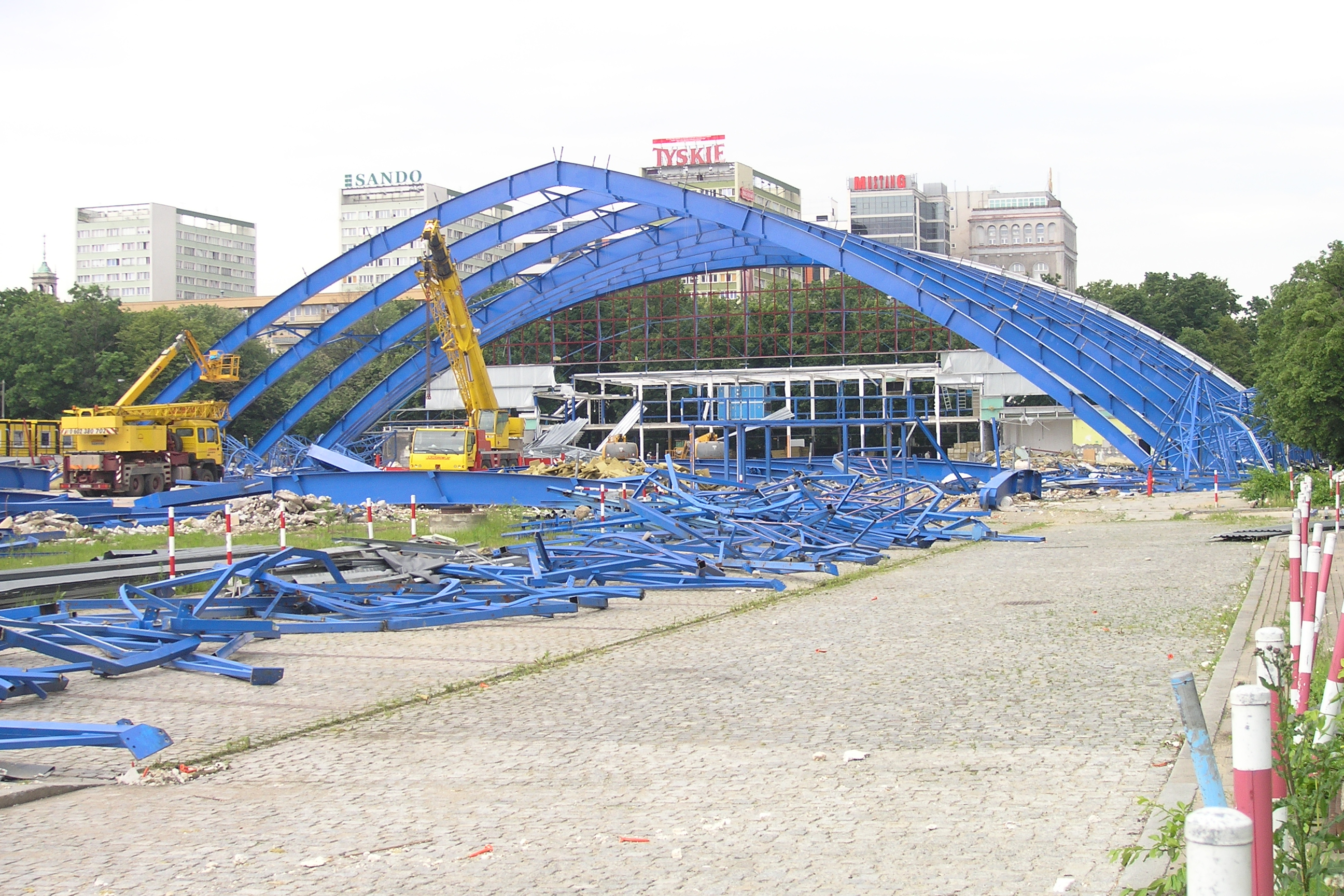
Rozbiórka hali KDT w czerwcu 2010

Kupieckie Domy Towarowe Sp. z o.o. – polskie przedsiębiorstwo handlowe, z siedzibą w Warszawie. Spółka handlowa powstała w 1999 z udziałem gminy miasta stołecznego Warszawy.
Firma powstała w 1999 roku za czasów kadencji Pawła Piskorskiego na mocy porozumienia między ówczesnym wiceprezydentem Warszawy a stowarzyszeniami kupców. W ramach współpracy miasto wydzierżawiło spółce atrakcyjną działkę w śródmieściu, na placu Defilad, w bezpośrednim sąsiedztwie Pałacu Kultury i Nauki. W ciągu 7 miesięcy spółka postawiła na tym terenie tymczasowy blaszany pawilon handlowy o powierzchni ponad 10 tysięcy metrów kwadratowych. Mieściło się w nim od 600 do 700 stoisk handlowych i punktów gastronomicznych różnej wielkości. Miał on służyć uporządkowaniu dotychczasowego handlu na terenie placu, wcześniej odbywającego się głównie w tak zwanych szczękach (metalowych budek z towarem na świeżym powietrzu).

## Konflikt władz miasta z KDT
Teren na placu Defilad miał być zajmowany przez kupców jedynie okresowo. W marcu 2006 Rada m.st. Warszawy zgodziła się na wydzierżawienie kupcom gruntu na okres 30 lat. Po dojściu do władzy w wyniku wyborów samorządowych, Hanna Gronkiewicz-Waltz odmówiła podpisania takiej umowy. Od tego czasu trwały rozmowy na temat przyszłości Kupieckich Domów Towarowych. W 2008 roku władze miasta zaproponowały wybudowanie dla KDT budynku na terenie placu Defilad przez komunalną spółkę – Miejskie Przedsiębiorstwo Robót Budowlanych. Władze KDT nie zgodziły się z tą koncepcją i chciały znaleźć dewelopera samodzielnie. Po fiasku tych działań wielokrotnie, według zapewnień miasta, zarówno władze samorządowe, jak i właściciele prywatnych targowisk proponowali kupcom przeniesienie działalności gospodarczej – między innymi do Hali Gwardii – lub dołączenie do planowanej inwestycji na ul. Marywilskiej.
Od 1 stycznia 2009 kupcy nie mieli już prawa zajmować terenu. W dniu 21 lipca 2009 roku odbyła się egzekucja wyroku sądowego orzekającego eksmisję. W trakcie akcji organizowanej na zlecenie komornika przez firmę ochroniarską „Zubrzycki” doszło do zamieszek z kupcami, którzy zabarykadowali się w środku hali. Pomocy medycznej udzielono 100 osobom, 22 zostały zatrzymane w trakcie całej akcji przez policję. W trakcie działań policyjnych doszło do zablokowania przez kupców z KDT ulicy Marszałkowskiej, a także do zamieszek z pseudokibicami.
Działania miasta wokół spółki wzbudziły kontrowersje wśród mieszkańców Warszawy. W sondażach internetowych na portalach informacyjnych dominowały opinie o odpowiedzialności kupców za zaistniałą sytuację, natomiast działania firmy ochroniarskiej, używającej w trakcie szturmu hali gazu łzawiącego, podzieliły głosujących. W sondażu „Rzeczpospolitej” 72% pytanych warszawiaków uznało decyzję o likwidacji hali za słuszną, przeciwnego zdania było 24%. 52% pytanych uznało akcję za źle przeprowadzoną, podczas gdy 32% uznało jej realizację za dobrą.

## Politycy o KDT
Platforma Obywatelska broniła decyzji o likwidacji hali KDT. Julia Pitera uznała działanie kupców za próbę przejęcia atrakcyjnej działki w centrum miasta.
Prawo i Sprawiedliwość w dniu kryzysu opowiedziało się przez swoich radnych z warszawskiej Rady Miasta za powołaniem sztabu antykryzysowego i zwrócili się z takim wnioskiem do wojewody mazowieckiego. Na konferencji prasowej 22 lipca Elżbieta Jakubiak przypomniała, że do tej pory nie uchwalono zmiany planu zagospodarowania przestrzennego obszaru, na którym stoi hala KDT.
Sojusz Lewicy Demokratycznej nie zajął jednoznacznego stanowiska. W czasie kampanii wyborczej do Parlamentu Europejskiego Wojciech Olejniczak ogłosił, że jeśli miasto nie zapewni kupcom możliwości handlu, to SLD wyjdzie z miejskiej koalicji z PO. W komentarzach po akcji wokół hali miejscy politycy Sojuszu uznawali jednak ją za uzasadnioną.
Aktywnie po stronie kupców opowiedział się przewodniczący Stronnictwa Demokratycznego, Paweł Piskorski. Wsparcie dla kupców zadeklarowała Polska Partia Pracy, w blaszaku swoje poparcie wyraził także były wicepremier i marszałek Sejmu Ludwik Dorn.